# Susank (Kansas)
Susank é uma cidade localizada no estado americano de Kansas, no Condado de Barton.

## Demografia
Segundo o censo americano de 2000, a sua população era de 57 habitantes.
Em 2006, foi estimada uma população de 54, um decréscimo de 3 (-5.3%).

## Geografia
De acordo com o United States Census Bureau tem uma área de
0,2 km², dos quais 0,2 km² cobertos por terra e 0,0 km² cobertos por água. Susank localiza-se a aproximadamente 599 m acima do nível do mar.

## Localidades na vizinhança
O diagrama seguinte representa as localidades num raio de 28 km ao redor de Susank.